# Kreis Putzig
Der Kreis Putzig war ein preußischer Landkreis, der von 1887 bis 1920 bestand. Er lag in dem Teil von Westpreußen, der nach dem Ersten Weltkrieg durch den Versailler Vertrag 1920 an Polen fiel und als Polnischer Korridor bezeichnet wurde.
Kreisstadt war Putzig, früher auch Pautzke (polnisch Puck). Zum Kreisgebiet gehörte unter anderem die Halbinsel Hela. Heute liegt das ehemalige Kreisgebiet in der polnischen Woiwodschaft Pommern.

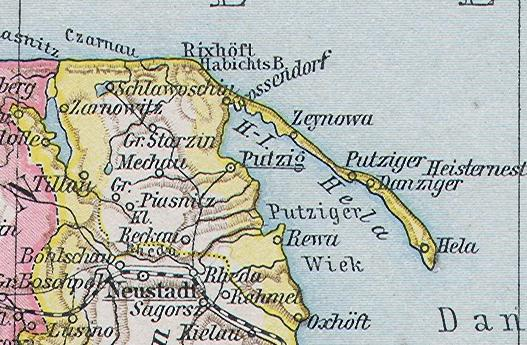
Der Kreis Putzig von 1878 bis 1920

Die Provinz Westpreußen 1919
Regierungsbezirk Danzig
Regierungsbezirk Marienwerder

## Geschichte
Durch das kontinuierliche Anwachsen der Bevölkerung von Westpreußen im 19. Jahrhundert erwiesen sich einige Kreise als zu groß und eine Verkleinerung erschien erforderlich. Am 1. April 1887 wurde aus dem nördlichen Teil des Kreises Neustadt in Westpreußen der neue Kreis Putzig mit dem  Landratsamt in der Stadt Putzig gebildet. Der Kreis lag an der Ostseeküste und umfasste unter anderem die Halbinsel Hela.
Nach dem Ersten Weltkrieg musste der Kreis Putzig aufgrund der Bestimmungen des  Friedensvertrags von Versailles am 10. Januar 1920 vom Deutschen Reich an Polen abgetreten werden. Der Kreis bestand in Polen als Powiat Pucki weiter. 1927 bis 1951 war der Powiat Pucki mit dem Powiat Wejherowski vereint und bildete den Powiat morski mit Sitz ein Wejherowo.
Während der deutschen Besetzung Polens von 1939 bis 1945 bildete der Powiat Morski den besatzungsamtlichen Landkreis Neustadt (Westpr.) im Reichsgau Danzig-Westpreußen. Seit 1951 sind die Powiate wieder getrennt und der Powiat Pucki ist in wenig variierten Grenzen wiederhergestellt.

## Bevölkerung

### Ethnische Zusammensetzung
Im Jahre 1905 waren ca. 30 % der Bevölkerung des Kreises deutschsprachig und ca. 70 % kaschubisch- bzw. polnischsprachig.

### Einwohnerentwicklung
- 1890: 24.060[2]
- 1900: 25.216[2]
- 1910: 26.548[2]

### Konfessionen
| Jahr | evangelisch | evangelisch | katholisch | katholisch | jüdisch | jüdisch |
| ---- | ----------- | ----------- | ---------- | ---------- | ------- | ------- |
| Jahr | absolut     | %           | absolut    | %          | absolut | %       |
| 1890 | 5.308       | 22,1        | 18.679     | 77,6       | 71      | 0,3     |
| 1910 | 5.398       | 20,3        | 21.084     | 79,4       | 60      | 0,2     |

## Politik

### Landräte
- 1887–190000Albrecht
- 1900–191800Karl Tappen
- 1918–191900Abramowski (vertretungsweise)
- 1919–999900von Maercker (kommissarisch)
- 1919–999900Heinrich Kobbenbrink (kommissarisch)

### Wahlen
Im Deutschen Reich bildeten die Kreise Neustadt, Karthaus und Putzig den Reichstagswahlkreis Danzig 4. Dieser Wahlkreis wurde bei allen Reichstagswahlen von 1867 bis 1912 von der Polnischen Fraktion gewonnen.

## Städte und Gemeinden
Im Jahr 1910 umfasste der Kreis Putzig die Stadt Putzig sowie 53 Landgemeinden:
- Blansekow
- Bresin
- Brück
- Brusdau
- Ceynowa
- Chlapau
- Danziger Heisternest
- Darslub
- Eichenberg
- Gelsin
- Gnesdau
- Goschin
- Groß Dommatau
- Großendorf
- Groß Schlatau
- Groß Starsin
- Hela
- Karlekau
- Kartoschin
- Karwen
- Karwenbruch
- Kasimir
- Klein Dommatau
- Kossakau
- Kußfeld
- Leßnau
- Löbsch
- Lübkau
- Mechau
- Mechlinken
- Menkewitz
- Miruschin
- Oblusch
- Odargau
- Oslanin
- Ostrau
- Oxhöft
- Pierwoschin
- Pogorsch
- Polchau
- Polzin
- Putzig, Stadt
- Putziger Heisternest
- Rewa
- Schmollin
- Schwarzau
- Schwetzin
- Sellistrau
- Slawoschin
- Sobiensitz
- Strellin
- Tupadel
- Werblin
- Zarnowitz

## Gutsbezirke
Zum Kreis gehörten außerdem folgende 34 Gutsbezirke (Stand vom 1. Januar 1908):
- Amalienfelde
- Bresin
- Brünhausen
- Buchenrode
- Celbau
- Cettnau
- Darslub, Oberförsterei
- Dembogorsch
- Eichenberg, Forst
- Glinke
- Hela
- Hohensee
- Klanin
- Klein Schlatau
- Klein Starsin
- Koslinke-Neuhof
- Krockow
- Lankewitz
- Lissau
- Lißnau
- Luboczyn
- Neustadt, Oberförsterei
- Oblusch
- Odargau
- Parschkau
- Parschütz
- Polzin
- Reddischau
- Rekau
- Rutzau
- Sobiensitz
- Sulitz
- Tillau
- Zarnowitz